# Goßmannsdorf am Main

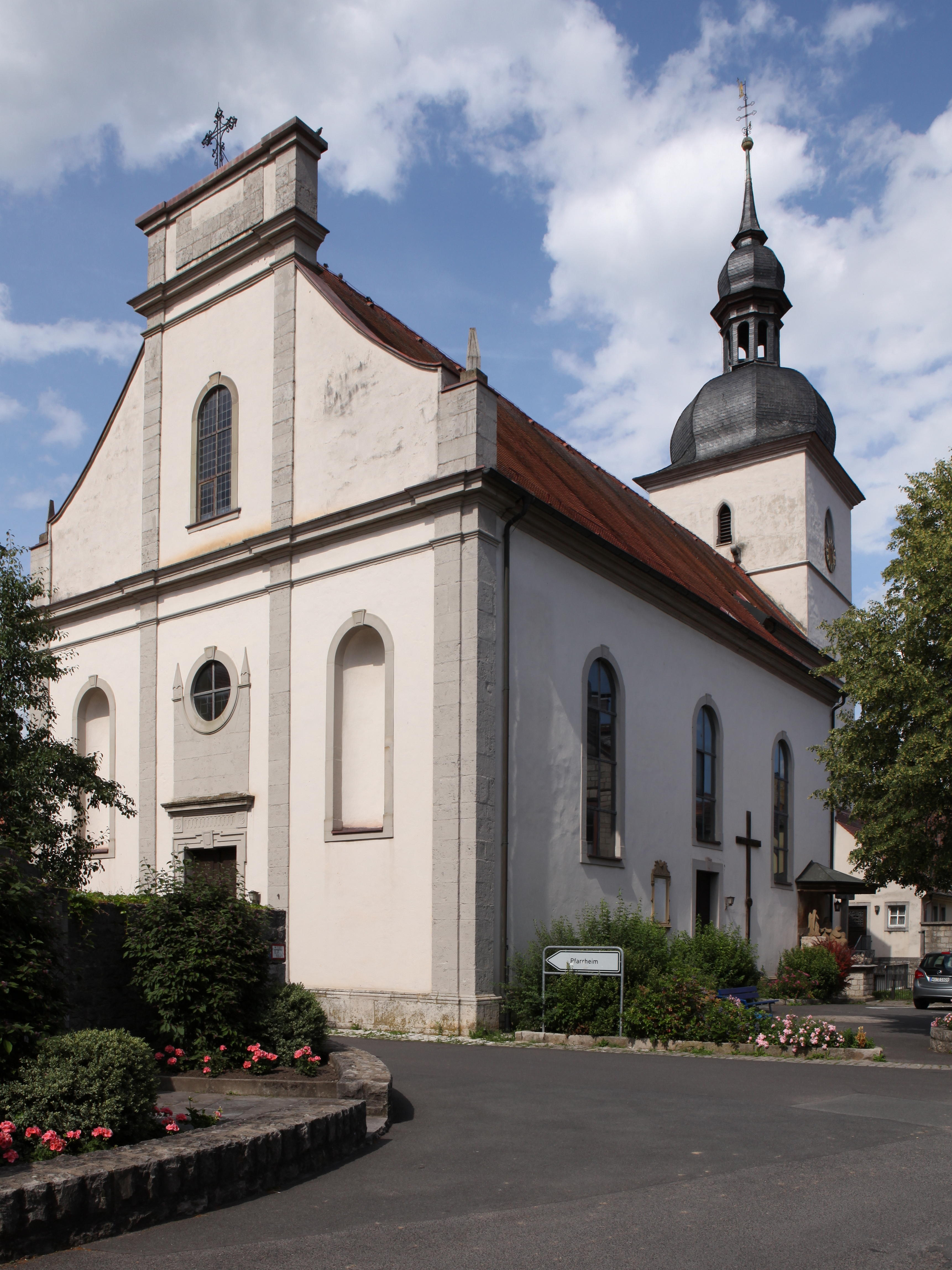
Katholische Kirche St. Johannes Baptist

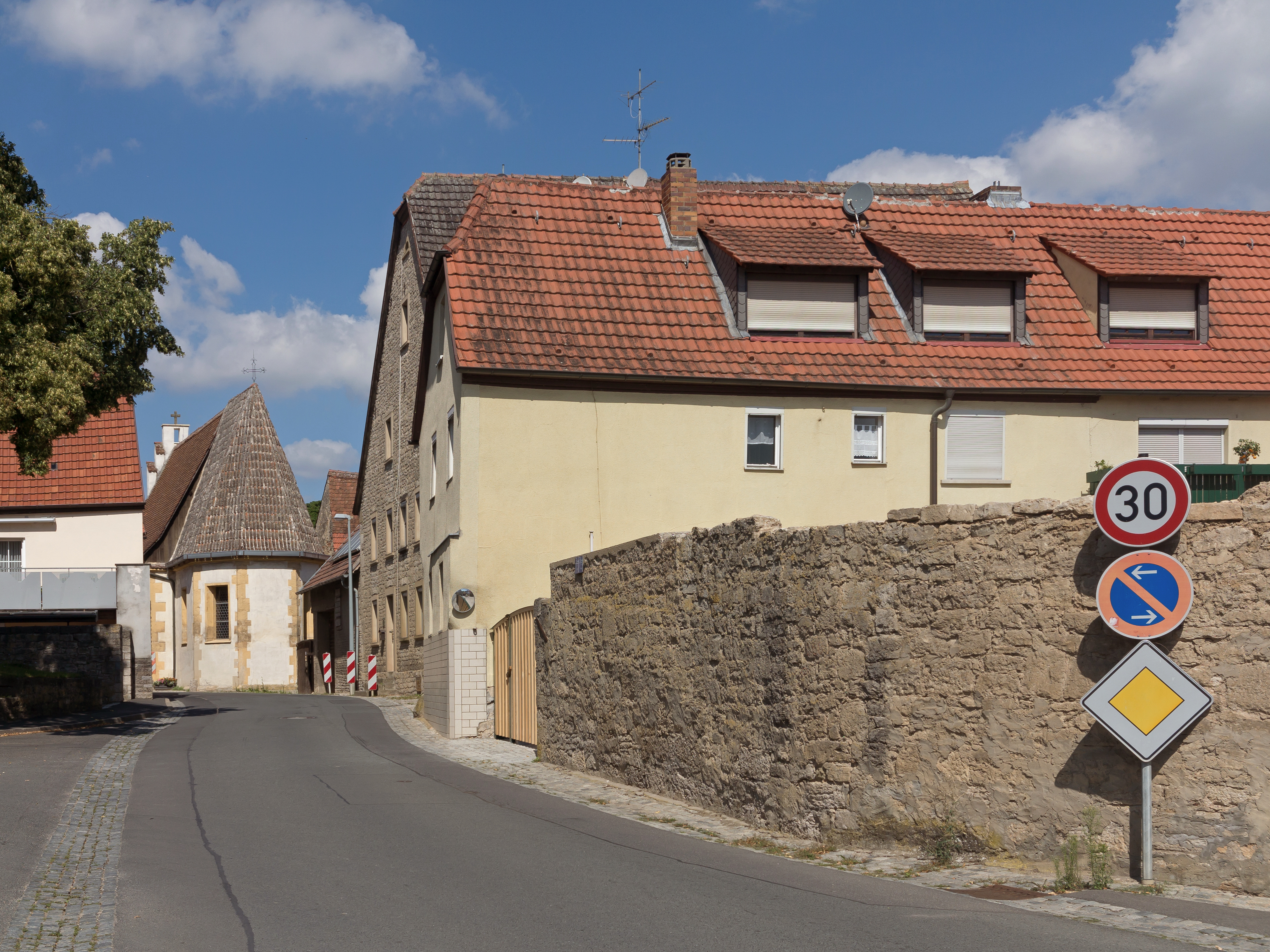
Blick auf eine Straße: Zeilweg-Zehnthofstraße

Goßmannsdorf am Main [sprich gɔsmansdɔʁf am maɪ̯n]  ist ein Gemeindeteil der Stadt Ochsenfurt im Landkreis Würzburg (Unterfranken, Bayern). Das Pfarrdorf mit 1.132 Einwohnern (Stand 30. Juni 2024) liegt westlich von Ochsenfurt am Main. Seit dem 1. Juli 1972 ist der Ort ein Gemeindeteil von Ochsenfurt.

## Geschichte
Die Ursprünge von Goßmannsdorf am Main liegen weitgehend im Dunkeln. Goßmannsdorf wird zum ersten Mal um 840 in alten Aufzeichnungen erwähnt. Alte Namensvarianten lauten auch Gotzbaldesdorf, Gozboldesdorf oder ähnlich (nach dem ältesten Grundherrn Gotzbald).
Vom 14. bis ins 19. Jahrhundert hatte der Ort eine geschlossene Dorfbefestigung, die aus einer Ringmauer mit drei großen und sieben kleinen Türmen bestand. Sie ist nur noch teilweise in ihrer alten Höhe erhalten.
1765 wurde die erste Synagoge in Goßmannsdorf/Main erbaut. Juden wohnten bereits nachweisbar seit 1510 im Ort.
1815 kam Goßmannsdorf zu Bayern, das Schultheißenamt wurde aufgelöst und die Bürger wählten fortan einen Bürgermeister. Vorher hatten sich die Herren Zobel, von Geyer und das Würzburger Domkapitel den Besitz des Dorfes geteilt.
1972 entschieden sich die Goßmannsdorfer bei einer Bürgerbefragung anlässlich der anstehenden Gebietsreform für einen Zusammenschluss mit Ochsenfurt. Der Eingemeindungsbeschluss wurde im Februar 1972 vom Gemeinderat mit 10:0 Stimmen gefasst. Eine jahrhundertelange Selbstständigkeit ging damit zu Ende.

### Kriegsereignisse
1525 beteiligten sich auch die Einwohner von Goßmannsdorf am Bauernkrieg. Während des Dreißigjährigen Krieges wurde Goßmannsdorf von der Pest heimgesucht; sie soll alle Bewohner bis auf zwanzig Menschen hinweggerafft haben. 1673 brannten in der Nähe lagernde Franzosen das halbe Dorf nieder.
In Goßmannsdorf fand am 29. Juli 1866 mutmaßlich einer der letzten Schusswechsel des Deutschen Krieges statt. In Unkenntnis des inzwischen eingetretenen Waffenstillstands ritt eine oldenburgische Kavallerieabteilung in den Ort ein, wo sie von badischen Infanteristen, denen der Waffenstillstand ebenfalls noch nicht mitgeteilt worden war aus den Häusern unter Feuer genommen wurde. Die Kavalleristen flohen unter dem Verlust von sechs Mann sowie zwei toten und vier verletzten Pferden. Die oldenburgische Darstellung sah in dem Vorgang eine unrechtmäßige Kriegshandlung, weil die Zivilisten des Ortes die oldenburgischen Kavalleristen nicht vor der Anwesenheit der Badener gewarnt und die Badener sogar ermuntert hätten, einen Hinterhalt zu legen.
Im Ersten Weltkrieg hatte die Gemeinde 24 Gefallene zu beklagen. 59 Goßmannsdorfer ließen im Zweiten Weltkrieg ihr Leben. Am Ende des Krieges blieb das Dorf bei der Einnahme durch amerikanische Truppen von Kampfhandlungen und Schaden verschont. Viele Flüchtlinge und Heimatlose hielten sich in Goßmannsdorf auf.

### Wirtschaft
Bis weit ins 19. Jahrhundert waren Ackerbau, Weinbau und der Abbruch von Naturstein vorherrschend. Für den Ort spielte auch die Mainschifffahrt eine erhebliche Rolle: Getreide aus dem Ochsenfurter Gau wurde in Goßmannsdorf auf Schiffe verladen und beispielsweise nach Würzburg gebracht.

## Verkehr
Goßmannsdorf hat einen Haltepunkt an der Bahnstrecke Treuchtlingen–Würzburg und ist daher gut ans Schienennetz angebunden. Mit der Regionalbahn beträgt die Fahrzeit drei Minuten nach Ochsenfurt und 15 Minuten nach Würzburg Hauptbahnhof.
Im Juni 2013 wurde die neue Ortsumgehung eröffnet, die insgesamt fast 25 Millionen Euro kostete.
Bis dahin war die Verkehrssituation jedoch weder für die direkten Anwohner der Zehnthofstraße noch für die Autofahrer optimal, weil diese Straße, die die von Winterhausen oder Ochsenfurt kommenden Autofahrer nehmen, sehr eng und kurvenreich ist und direkt durch den Altort führt. Die Verkehrsbelastung im Ortskern war daher seit Jahrzehnten hoch. Ab Dezember 2009 entlastete zunächst am Ortsausgang Richtung Ochsenfurt die neue Mainbrücke Goßmannsdorf den Innerort vom Durchgangsverkehr.

## Gesellschaftliches Leben

### Vereine
Der Verein TSV Goßmannsdorf 1896 stellt einen großen Teil der Freizeitgestaltung in Goßmannsdorf dar. Er hat zurzeit etwa 250 Mitglieder. Außer Fußball bietet der TSV Rückengymnastik und Nordic Walking an. Außerdem gibt es eine Rad-Gruppe sowie eine Tischtennis- und zwei Dart-Gruppen. Der Verein will darüber hinaus die Sensibilität der Bevölkerung für ihren Ort stärken, weshalb der TSV seit 2018 auch die Veranstaltungsreihe „Tag der Goßmannsdorfer“ und Gästeführungen anbietet. Wegen seines Einsatzes für den Ort und sein Zukunftskonzept erhielt der TSV im November 2023 die Auszeichnung „Vorstand des Jahres“, ausgelobt von Stadt und Landkreis Würzburg sowie der Redaktion der Main-Post in Würzburg. 2021 und 2022 feierte der TSV seine Gründung vor 125 Jahren.
In Goßmannsdorf gibt es zudem die „Liedertafel“ (Gesangverein), den Musikverein, den Obst- und Gartenbauverein sowie den Faschingsverein „Krackenblitze“, der selbstgestaltete Prunksitzungen ausrichtet. Auch die Feuerwehr und eine an die Liedertafel angegliederte Laientheater-Gruppe, die Schafbach Bühne, sind Teil des Gemeinwesens.

### Bildung
Goßmannsdorf hat einen 2-gruppigen Kindergarten der bis vor kurzem noch in katholischer Trägerschaft war, seit 2025 ist er nun eine Einrichtung der Stadt Ochsenfurt. In der ehemaligen Grundschule ist eine Krippe der Stadt Ochsenfurt (zwei Gruppen) untergebracht.

### Industrie, Gewerbe
Das Unternehmen Danone ist mit etwa 300 Arbeitsplätzen in Goßmannsdorf ansässig. Darüber hinaus gibt es diverse Handwerksbetriebe wie einen Steinmetzbetrieb, eine Schreinerei/Zimmerei, Maler- und Autowerkstatt.

### Dorferneuerung
Um die Infrastruktur in Goßmannsdorf zu beleben und um der Landflucht entgegenzuwirken, läuft seit Dezember 2013 der staatlich geförderte Prozess der Dorferneuerung. Er wurde 2006 von Bürgern des Ortes angestoßen. Von 2010 bis 2013 gab es vier Arbeitskreise mit zusammen etwa 20 Aktiven, die diesen Prozess unter der Regie des Amtes für ländliche Entwicklung Unterfranken (Sitz: Würzburg) vorantrieben. Im Dezember 2013 ordnete dieses Amt die Dorferneuerung in Goßmannsdorf offiziell an. Eine Teilnehmergemeinschaft führt fortan die Regie darüber, dass die in den vergangenen Jahren angedachten Vorhaben umgesetzt werden. Die Teilnehmergemeinschaft ist eine Körperschaft des öffentlichen Rechts, deren Vorstand aus Teilen der Bevölkerung gewählt wird und die die Umsetzung der im Dorferneuerungsplan festgelegten Schritte leitet.

## Bevölkerung
Entsprechend der allgemeinen Entwicklung ging die Einwohnerzahl von Goßmannsdorf in der Vergangenheit leicht von 1090 Einwohnern im Jahr 1999 auf 1009 Einwohner im Jahr 2011 zurück. Nach Angaben der Stadt Ochsenfurt hat Goßmannsdorf nun aber wieder fast 1200 Einwohner (Stand: November 2023).

## Persönlichkeiten
- Adam Hoos (1911–1941), Gaustudentenführer, SS-Untersturmführer und Arzt, in Goßmannsdorf geboren
- Jochen Engert (* 1981), Mitgründer des Flix-Unternehmens, in Goßmannsdorf geboren und aufgewachsen